# طوماش بوسبيسيل
طوماش بوسبيسيل (بالتشيكية: Tomáš Pospíšil)‏ هو لاعب كرة قدم تشيكي في مركز الدفاع، ولد في 30 يناير 1991 في تشيكوسلوفاكيا. شارك مع منتخب التشيك تحت 18 سنة لكرة القدم ومنتخب جمهورية التشيك تحت 21 سنة لكرة القدم. أما مع النوادي، فقد لعب مع سبارتا براغ.

## وصلات خارجية
- طوماش بوسبيسيل على موقع الاتحاد التشيكي (الإنجليزية)
- طوماش بوسبيسيل على موقع قاعدة بيانات كرة القدم.إي يو (الإنجليزية)
- طوماش بوسبيسيل على موقع Soccerway.com (الإنجليزية)